# Cyclecar

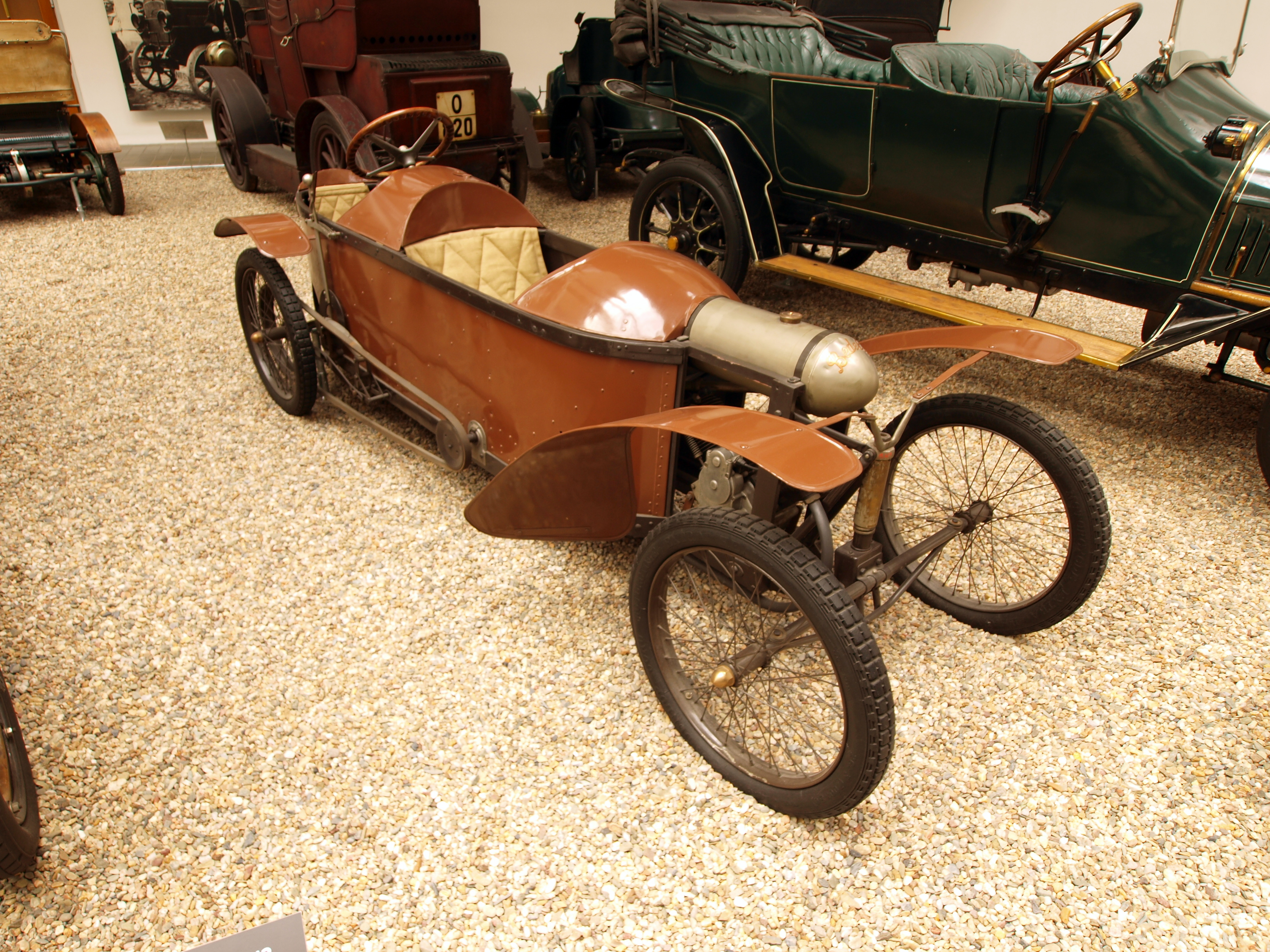
Bédélia aus Frankreich mit Tandemsitzen

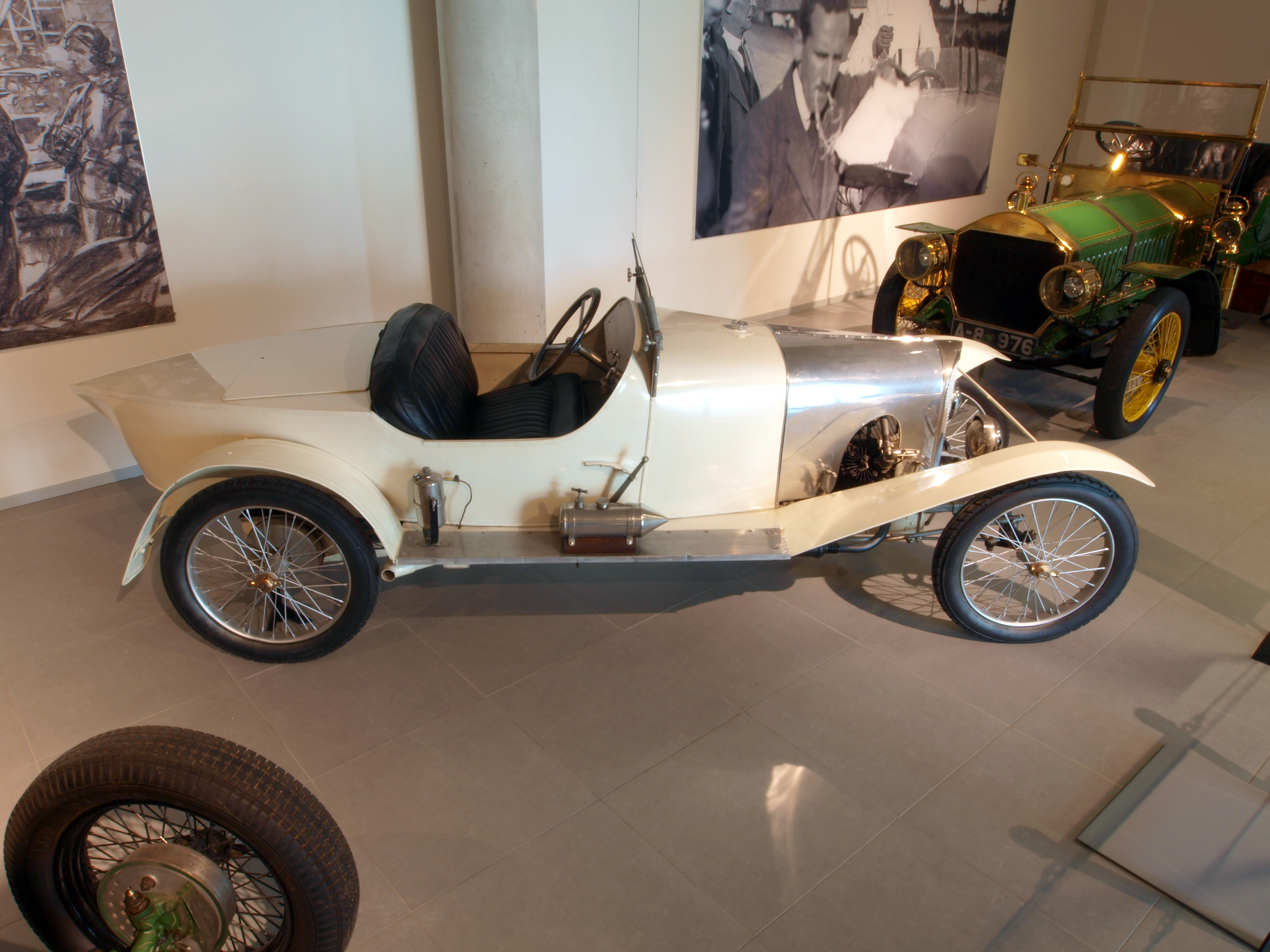
GN aus England

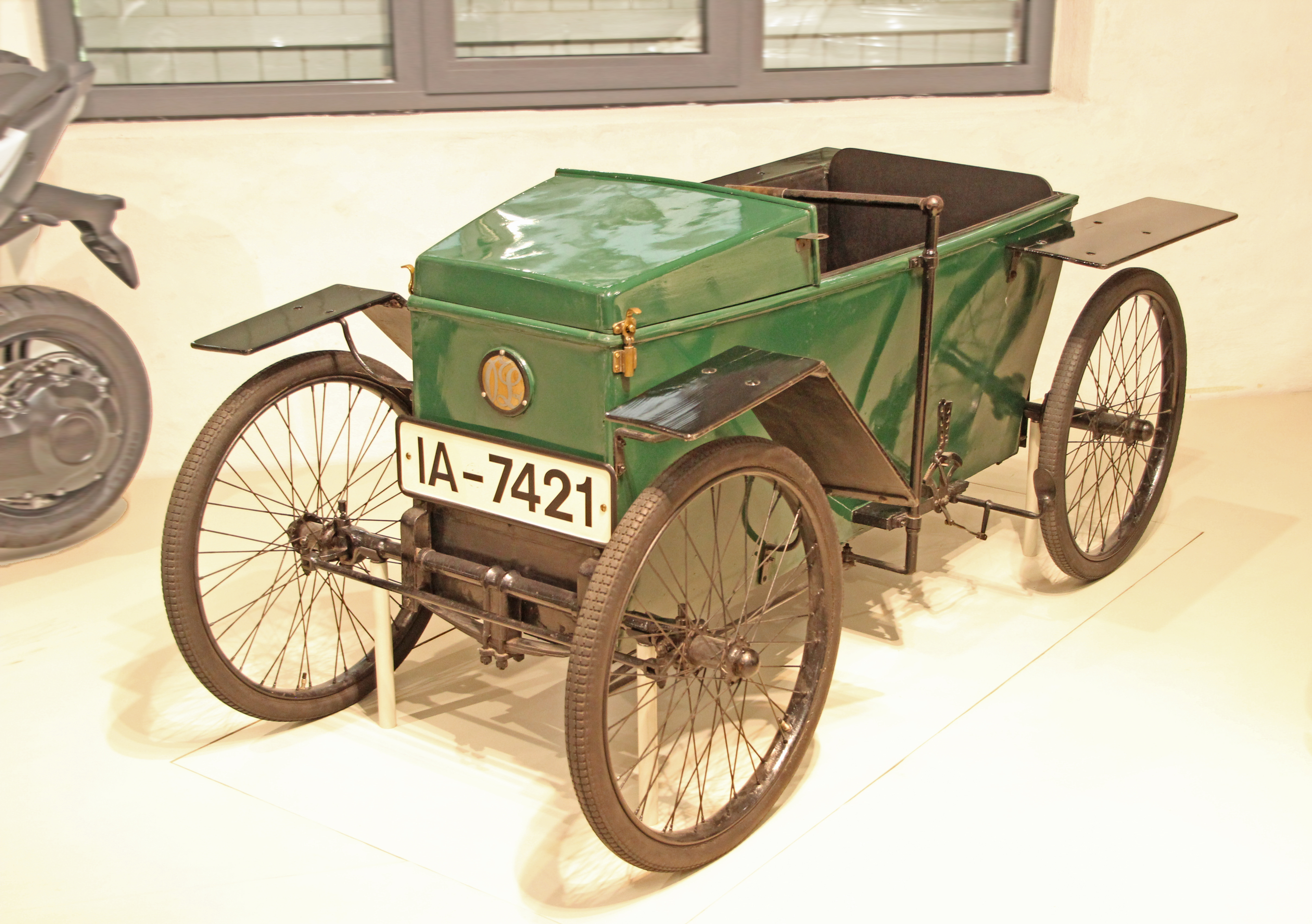
Slaby-Beringer aus Deutschland

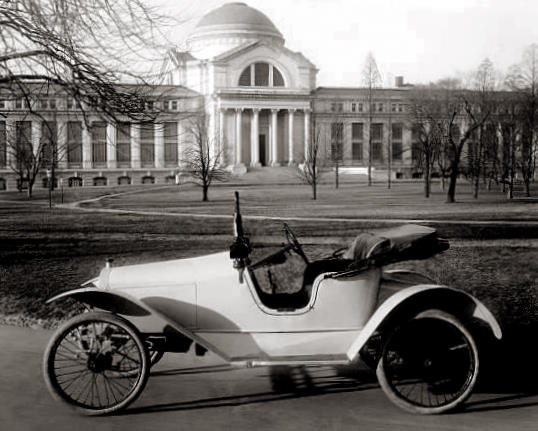
Argo aus den USA

Als Cyclecar bezeichnet man kleine, üblicherweise preiswerte Automobile, die hauptsächlich zwischen 1912 und Ende der 1920er Jahre gebaut wurden. Die Abgrenzung zu größeren Automobilen wurde durch Gewicht, Hubraum und Reifengröße festgelegt. 

## Beschreibung
Cyclecars wurden von Einzylindermotoren, V2-Maschinen oder seltener durch Vierzylindermotoren angetrieben. Oft waren diese Motoren luftgekühlt und ursprünglich für Motorräder bestimmt, von denen auch andere Komponenten wie Getriebe übernommen wurden. Das Cyclecar steht zwischen Motorrad und Automobil und war mit leichten Aufbauten ausgestattet, in denen häufig zwei Passagiere hintereinander sitzen konnten. Komfort und Wetterschutz waren minimal. Es gab verschiedene Konstruktionen und Antriebsarten, wie zum Beispiel Dreiräder, Riemen- oder Kettenantrieb, gelegentlich auf ein Rad, um das Differenzial einzusparen.
Das Erscheinen der Cyclecars war eine Reaktion auf die geringeren Kraftfahrzeugsteuern und Zulassungsgebühren für leichte, schwach motorisierte Automobile. Der französische Politiker Yves Le Trocquer (1877–1938) legte am 30. Juli 1920 in Frankreich fest, dass ein Auto in diese Klasse eingestuft wurde, wenn es über drei oder vier Räder verfügte, weniger als 350 Kilogramm wog, über maximal zwei Sitzplätze verfügte und der Motor maximal 1100 cm³ Hubraum hatte. Die Kraftfahrzeugsteuer war dann auf 100 Franc jährlich festgesetzt.
Eine zweite Quelle bestätigt, dass ab dem 30. Juli 1920 in Frankreich eine jährliche Kraftfahrzeugsteuer von 100 Franc für Cyclecars galt. Für die nächsthöhere Fahrzeugklasse Voiturette waren 280 Franc fällig. Es stellte sich heraus, dass trotz des geringen Hubraums hohe Fahrleistungen erzielt wurden. Damit waren die leichten Fahrwerke überfordert. Im April 1924 gab es eine Neuregelung. Danach kosteten Cyclecars jährlich 120 Franc und Voiturettes 180 Franc Steuern. 1925 entfielen diese Sonderregelungen in Frankreich. In der Folge wurde alle Fahrzeuge nach ihren Steuer-PS besteuert.

## Das Erscheinen der Cyclecars
Von 1898 bis 1910 nahm die Automobilproduktion schnell zu. Leichte Wagen aus dieser Zeit bezeichnete man üblicherweise als Voiturette. Die kleineren Cyclecars erschienen um 1912. Bis zum Ersten Weltkrieg gab es einen regelrechten Boom. Die ersten erfolgreichen Cyclecars bauten Bédélia in Frankreich und G.N. in Großbritannien.
1920 waren in Frankreich 814 Cyclecars zugelassen. Im Folgejahr stieg die Zahl auf 3191, 1922 auf 9621 und 1923 auf 20.426. 1924 wurde der Höhepunkt mit 29.542 erreicht.

## Sportwagen und Cyclecar-Rennen
Einige Cyclecars, wie Major oder Salmson in Frankreich, waren ausreichend motorisiert und mit sportlichen Fahrwerken ausgestattet, dass sie als Sportwagen bezeichnet werden konnten. Es gab Rennen speziell für Cyclecars. Das erste wurde 1913 vom Automobile Club de France organisiert. 1920 gab es einen Cyclecar-GP in Le Mans.

## Fahrzeugklassifizierung

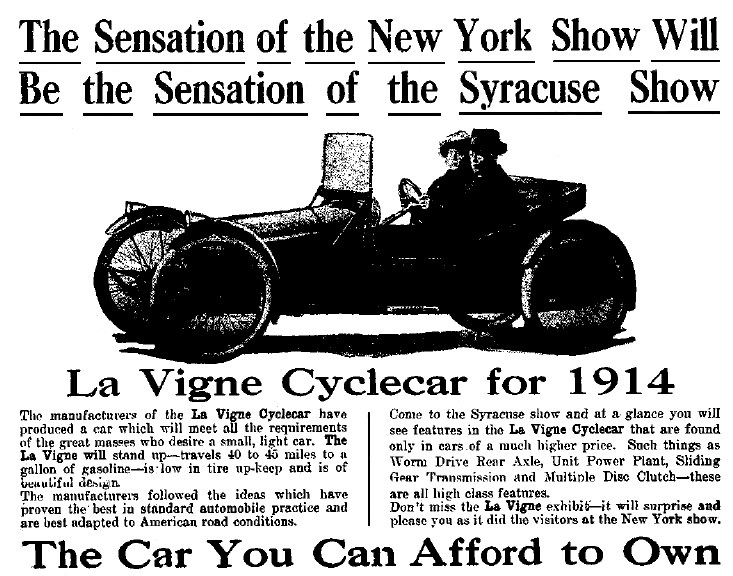
Werbeschrift von La Vigne für ihr Fahrzeug von 1914. Es ist als Cyclecar bezeichnet. Allerdings ist der Motor mit 1419 cm³ Hubraum zu groß, um als Cyclecar eingestuft zu werden.

Am 14. Dezember 1912 beschloss die Fédération Internationale des Clubs Motocyclistes eine internationale Klassifikation für Cyclecars im Motorsport, die in Großbritannien, Kanada, den USA, Frankreich, den Niederlanden, Belgien, Italien, Österreich und Deutschland galt. Man führte zwei Klassen von Cyclecars ein:
| (i) Große Klasse - Maximalgewicht: 350 kg - Maximaler Hubraum: 1100 cm³ - Minimale Reifenbreite: 60 mm | (ii) Kleine Klasse - Minimalgewicht: 150 kg - Maximalgewicht: 300 kg - Maximaler Hubraum: 750 cm³ - Minimale Reifenbreite: 55 mm |

Alle Cyclecars sollten Kupplungen und Getriebe mit mehreren Gängen besitzen. Diese Vorschriften konnten auch mit einfachen Einrichtungen wie Entspannungsvorrichtungen zum Durchrutschen des Antriebsriemens als Kupplung und unterschiedlichen Riemenscheibendurchmessern für unterschiedliche Gänge umgesetzt werden. Eine Abgrenzung von Fahrzeugen mit 3 oder 4 Rädern fand nicht statt. Leichtfahrzeuge im 21. Jahrhundert haben per Definition 4 Räder. Leichte motorisierte Dreiräder werden auch Motordreirad genannt. 

## Das Verschwinden der Cyclecars
In den USA brach der Cyclecar-Boom, der bis etwa 1914 angehalten hatte, zuerst und massiv ein. Die Hauptursache dafür ist der Ford Modell T, wie die nachstehende Aufstellung zeigt:
- Ford Modell T 2p Runabout
  - 1913: 525 USD[4]
  - 1914: 440 USD[4]
  - 1915: 390 USD[5]
- Ford Modell T Roadster
  - 1916: 345 USD[6]
  - 1917: 345 USD[6]

Ein Cyclecar kostete typischerweise etwas unter 400 USD. Somit kostete es 1915 so viel wie ein vollwertiges Ford T-Modell. Dazu kam, dass Ford gleichzeitig mit diesen Preisreduktionen den Aufpreis vom Roadster auf den beliebten vier- bis fünfsitzigen Touring immer weiter reduzierte; von 80 USD (1913) auf 10 USD (1917). Somit kostete 1917 ein vollwertiges solides und zuverlässiges Familienauto weniger als ein zweisitziger enger und oft etwas provisorisch wirkender Cyclecar.
Anfang der 1920er Jahre waren die Tage der Cyclecars auch in Europa gezählt. Massenhersteller wie Ford oder Citroën konnten die Verkaufspreise ihrer Autos so weit senken, dass sie ebenfalls unter denen der üblicherweise kleinen Cyclecar-Hersteller lagen. Auch in Europa wurden erschwingliche Autos wie der Citroën 5 CV, der Austin 7 oder der Morris Cowley angeboten.
Der Cyclecar-Boom war vorbei. Die meisten Cyclecar-Hersteller schlossen ihre Tore. Einige Firmen überlebten, indem sie zur Motorradfertigung zurückkehrten.
Nach dem Zweiten Weltkrieg waren in Europa wieder kleine wirtschaftliche Autos gefragt. Der Name Cyclecar aber tauchte nicht mehr auf; diese Autos hießen Rollermobile oder später Leichtfahrzeuge. In den USA spielten sie kaum noch eine Rolle.

## Buckboard
Buckboards sind älter als Cyclecars und wurden Mitte der 1950er Jahre wieder vom Automobilhersteller American Buckboard ohne Erfolg produziert. Mit ihrer einfachen Konstruktion nahmen sie Elemente des Cyclecars vorweg. An diesen sehr einfach konstruierten Motorfahrzeugen wurde auf eine richtige Karosserie und oft auch auf die Federung verzichtet. In der Regel sind solche Fahrzeuge für ein bis zwei Personen ausgelegt. Für spätere Buckboards wurde gelegentlich ebenfalls auf Motorradtechnik zurückgegriffen. Ein bekanntes Buckboard war der Smith Flyer, dessen kleiner Benzinmotor auf einem fünften Rad am Heck montiert war.

## Cyclecars nach Herstellungsland
Im Folgenden sind die Marken von Cyclecars aufgelistet. Wenn Artikel zu einzelnen Cyclecar-Modellen existieren, so sind sie in Klammern hinter der Marke angegeben, ohne dass die Marke erneut genannt wird.

### Australien
- Carter[1]

### Belgien
- CAP[8]
- Torpille[9]

### Dänemark
- Dana[10]

### Deutschland
- Argeo[1]
- BEB[11]
- BZ[12]
- Dehn[13]
- Hawa[14] (40 Volt Elektro-Kleinwagen)
- Maja[15]
- Maurer[16] (2/6 PS)
- Minimus[17]
- Slaby-Beringer[18]

### Frankreich
- Ajams[8]
- Ajax[19]
- Alcyon[20]
- Amilcar[21] (Type CC)
- AN[22]
- Armor[23]
- Arzac[24]
- Astatic[1]
- Astra[22]
- Auto Pratique[11]
- Automobilette[11]
- Autorette[11]
- Axona[1]
- Bama[11]
- Bédélia[11]
- Benjamin[25]
- Bignan[26]
- Billard[11]
- Blériot[11]
- Causan[11]
- CM[22]
- Coadou-Fleury[20]
- Coq[11]
- Coudert[11]
- Croissant[11]
- D’Aux[11]
- De Marçay[27]
- De Sanzy[15]
- Derby[28]
- Deschamps[11]
- DFR[11]
- Dorey[11]
- Eclair[11]
- Einaudi[11]
- Électricar[15]
- Elfe[11]
- Emeraude[23]
- Exau[29]
- Fordinette[15]
- GAR[11]
- Gauthier[11]
- Griffon[11]
- Grouesy[13]
- HP[11]
- Ipsi[13]
- Jack Sport[8]
- Jacquemont[1]
- Jacques Muller[11]
- Janémian[11]
- Janoir[8]
- JG Sport[11]
- Jourdain[11]
- Jouve[11]
- Julien[11]
- Kiddy[11]
- La Confortable[13]
- La Flèche[11]
- La Perle[11]
- La Roulette[11]
- La Violette[11]
- Lacour[11]
- Laetitia[13]
- LB[11]
- Le Favori[13]
- Le Maître et Gérard[1]
- Le Méhari[11]
- Le Roitelet[11]
- Madoz[15]
- Major[30]
- Marguerite[1] (Typ A)
- Max[11]
- Micron[11]
- MJ[15]
- Molla[22]
- Monitor[11]
- Mourre[11]
- Noël[11]
- Orial[23]
- Patri[22]
- Pégase[22]
- Pestourie et Planchon[1]
- Peugeot[31] (Typ 161)
- Phébus[11]
- Quo Vadis[11]
- Reginette[11]
- Revol[22]
- Salmson[1]
- Santax[22]
- SICAM[11]
- Sima-Violet[23]
- Sphinx[11]
- Spidos[30]
- Super[11]
- T & M[15]
- Tholomé[11]
- Tic-Tac[11]
- Tom Pouce[11]
- Utilis[11]
- Villard[22]
- Violet-Bogey[30]
- Viratelle[11]
- Weler[11]
- Zévaco[11]
- ZIM[11]

### Großbritannien
- Aero Car[15]
- Allwyn[1]
- Alvechurch[1]
- Amazon[32]
- Armstrong[33]
- Atomette[34]
- Autotrix[1]
- AV[35]
- Aviette[11]
- Baby Blake[11]
- Baker & Dale[11]
- Bantam[11]
- Baughan[11]
- Beacon[36]
- Bell[11]
- Black Prince[1]
- Blériot-Whippet[11] (Blériot-Whippet)
- Bound[1]
- Bow-V-Car[1]
- BPD[11]
- Bradwell[1]
- BRB[11]
- Britannia[1]
- Broadway[1]
- Brompton[1]
- Buckingham[37]
- C & H[11]
- Cambro[38]
- Campion[1]
- Carden[39]
- Carlette[40]
- Carter[11]
- CFB[41]
- CFL[11]
- Chota[1]
- Coventry-Premier[15]
- Cripps[11]
- Crompton[11]
- Cumbria[11]
- Dallison[11]
- Dayton[11]
- Dewcar[1]
- Dursley-Pedersen[42]
- Economic[43]
- Edmond[11]
- Edmund[1]
- Edwards[1]
- Eric[11]
- EYME[11]
- Flycar[44]
- Flyer[1]
- GB[45]
- Gerald[11]
- Gibbons[46]
- Gilyard[47]
- Girling[11]
- Globe[11]
- Glover[11]
- G.N.[48]
- Gnome[49]
- Gordon[11]
- Grahame-White[46]
- Guildford[1]
- G.W.K.[50]
- Hampton[11]
- HCE[1]
- Heybourn[11]
- Hill & Stanier[11]
- HMC[11]
- Howard[11]
- Howett[11]
- HP[11]
- HSM[1]
- Imperial[51]
- Invicta[11]
- Jappic[52]
- Kendall[1]
- LAD[11]
- LEC[11]
- Lecoy[53]
- Leo[11]
- Lester[11]
- Leta[1]
- Lincoln[1]
- LM[54]
- Marcus[11]
- Matchless[11]
- Medea[1]
- Medinger[15]
- Menley[11]
- Meteorite[15]
- Metro-Tyler[11]
- Morgan[55]
- New Hudson[11]
- No Trouble[15]
- Nomad[1]
- North Star[11]
- Norton[11]
- PAF[11]
- Paragon[11]
- PDA[1]
- Pearson Cox[11]
- Pennine[11]
- Pinnace[11]
- Premier[56]
- Projecta[11]
- Pyramid[11]
- Ranger[1]
- Rex[15]
- Robertson[11]
- Robinson & Price[1]
- Rollo[57]
- Royal Ruby[1]
- RTC[1]
- Rudge-Whitworth[11]
- Ryley[11]
- Simplic[11]
- Skeoch[58]
- Speedy[11]
- Stag[11]
- Sterling[11]
- Summers & Harding[1]
- Surridge[1]
- Tamplin[58]
- Tankette[1]
- TB[15]
- TDC[11]
- Tiny[11]
- Truner[1]
- Unique[11]
- VAL[11]
- Vee Gee[11]
- Victor[11]
- Walcycar[1]
- Warne[59] (8 HP)
- Warren Lambert[15]
- Westall[11]
- Wherwell[58]
- Whitgift[1]
- Willis[11]
- Winson[11]
- Wooler[11]
- Wright[11]
- Wrigley[11]
- WSC[11]
- Xtra[60] (Monocar, Sociable)
- Zendik[1]

### Italien
- Barosso[11]
- CIP[15]
- Della Ferrera[11]
- Meldi[11]
- San Giusto[15]
- SIC[1]
- Vaghi[15]

### Kanada
- Glen[11]
- Gramm[11]

### Österreich
- Austro-Rumpler[15]
- Baja[11]
- Barth & Köhler[15]
- Eos[11]
- ESA[15]
- Linett[15]
- Ru-An[15]
- Schasche[61] (Schasche-Cyclecar)

### Österreich-Ungarn
- Aero[62]
- Austro-Cyclecar[63]
- ESA[15]
- Müller[1]

### Schweden
- Mascot[64]
- Self[11]

### Schweiz
- Moser[65]
- SIG[66]

### Spanien
- David[11]
- Dobi[11]
- Hercules[15]
- JBR[11]
- Nacional Custals[11]
- Salvador[11]

### Tschechoslowakei
- Posejpal & Zwetschke[67]
- Sfinx[67]
- Vaja[68]

### Vereinigte Staaten
- Argo[69]
- Asheville[70]
- Autoette[71]
- Continental[72]
- Cricket[73]
- Cyclops[71]
- Dodo[71]
- Downing[74]
- Downing-Detroit[74]
- Fauber[71]
- Hoover[71]
- Imp[75]
- Malcolm[76]
- O-We-Go[77]
- Robe[78]
- Royal[79]
- Sharp[80]
- Tribune[71]
- Twombly[81]
- Woods Mobilette[82]